# 雷內·杜巴克
雷内·杜巴克（捷克語：René Durbák，1968年3月18日—）是一名捷克的舉重運動員。他参加了1992年夏季奧運會的男子輕重量級男子輕重量級舉重比賽，最終獲得第19名。